# Mesogobius
A Mesogobius a csontos halak (Osteichthyes) főosztályának a sugarasúszójú halak (Actinopterygii) osztályába, ezen belül a sügéralakúak (Perciformes) rendjébe, a gébfélék (Gobiidae) családjába és a Benthophilinae alcsaládjába tartozó nem.

## Előfordulásuk
A Mesogobius-fajok előfordulási területe a Fekete-, az Azovi- és főleg a Kaszpi-tenger, valamint az ezekbe folyó nagy folyók, mint például a Dnyeszter, Déli-Bug és Dnyeper torkolatai. A varangy gében kívül, a többi faj, inkább brakkvízi.

## Megjelenésük
Fajtól függően 6-34,5 centiméter hosszúak. Részben pikkelyesek. Hasúszóik tapadókoronggá alakultak át.

## Életmódjuk
Mérsékelt övi fenéklakó halak, amelyek a törmelékes, homokos vagy iszapos aljzaton élnek. Általában 20-100 méteres mélységekben tartózkodnak. Táplálékuk gerinctelenek, de kisebb halak is.

## Szaporodásuk
Az ívási időszakuk tavasszal van.

## Rendszerezés
A nembe az alábbi 3 faj tartozik:
- varangy géb (Mesogobius batrachocephalus) (Pallas, 1814) - típusfaj
- Mesogobius nigronotatus (Kessler, 1877)
- Mesogobius nonultimus (Iljin, 1936)